# Giuseppe Citterio
Pour les articles homonymes, voir Citterio (homonymie).
Giuseppe Citterio (né le 27 mars 1967 à Seregno, dans la province de Milan en Lombardie) est un coureur cycliste italien.

## Palmarès

### Palmarès amateur
- 1987
  - 3e du Trophée Antonietto Rancilio
- 1988
  - Circuito Guazzorese
  - Circuito Alzanese
- 1989
  - Milan-Mendrisio
  - Trofeo Sportivi Magnaghesi
  - Gran Premio Somma
  - Trofeo Gaetano Santi
  - Gran Premio Delfo
  - 2e de Vicence-Bionde
  - 3e de la Coppa San Geo

### Palmarès professionnel
- 1990
  - 2e de Milan-Vignola
- 1991
  - 2e étape du Tour de Calabre
- 1992
  - 3eb étape de la Hofbrau Cup
- 1993
  - 3e du Grand Prix de l'Escaut
- 1995
  - Classic Haribo
  - 16e étape du Tour d'Italie
- 1996
  - 3e étape du Tour de la Communauté valencienne
  - 9e de Paris-Tours

## Résultats sur les grands tours

### Tour de France
2 participations
- 1993 : abandon (2e étape)
- 1995 : abandon (4e étape)

### Tour d'Italie
4 participations
- 1990 : abandon (15e étape)
- 1991 : abandon (4e étape)
- 1995 : 107e, vainqueur de la 16e étape
- 1996 : abandon (2e étape)

### Tour d'Espagne
1 participation
- 1996 : 107e